# نادي أنتيغوا الرياضي
اتحاد أنتيغوا الرياضي (بالباسكية: Antiguoko Kirol Elkartea) نادي كرة قدم إسباني للشباب. تم تأسيس النادي في عام 1982.